# Пршибор
Прши́бор (чеськ. Přibor) — місто на сході Чехії, у Моравії. Населення у 2017 році становило близько 8,5 тисяч осіб.

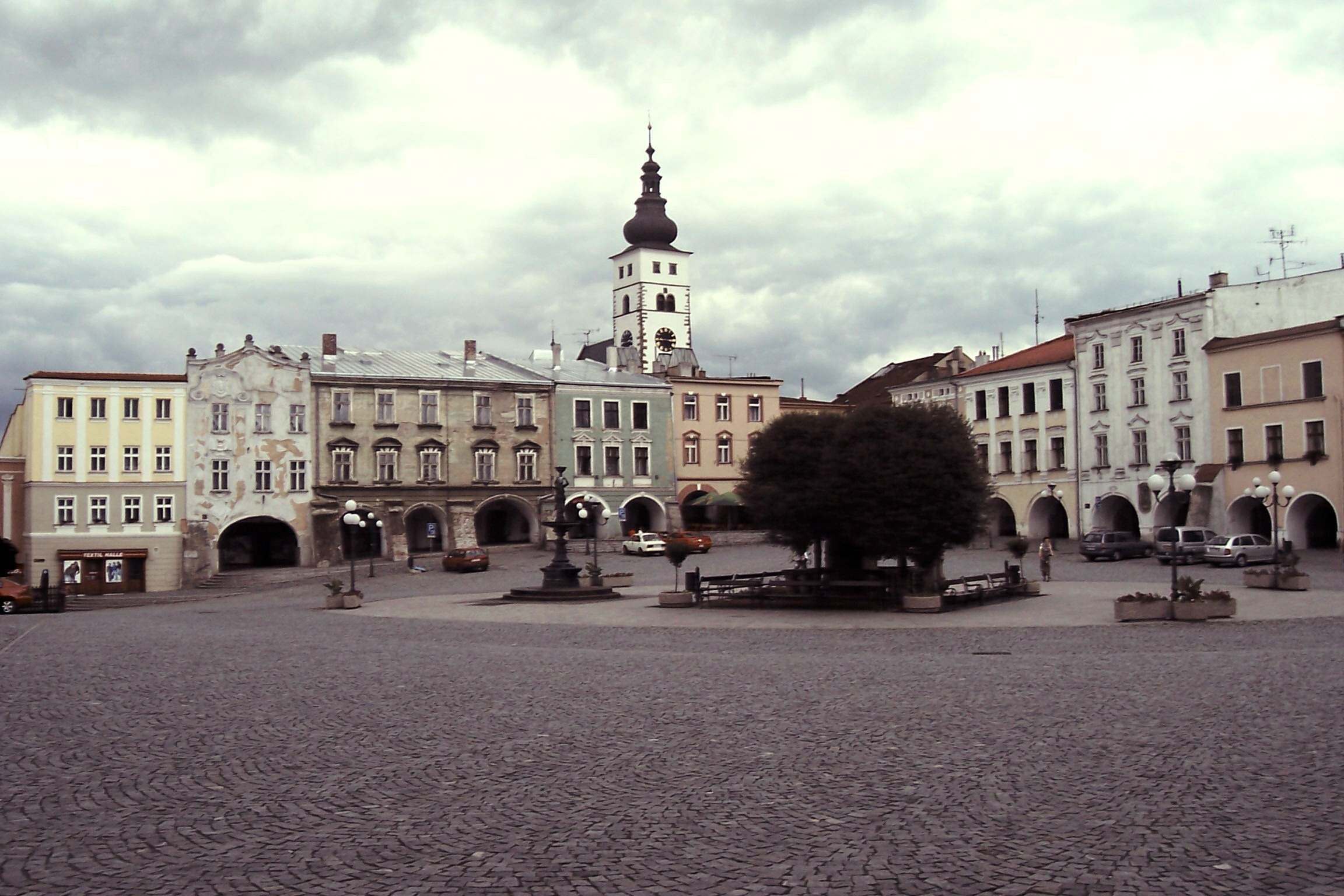
Площа імені Зигмунда Фрейда

Місто було засноване німецькими колоністами і називався по-німецьки Фрайберг (нім. Freiberg). Уперше згадане в буллі Перемисла-Оттокара II, що датується 1251 роком. У 1596 році побудована церква Святого Валентина. У 1875 році відкрився політехнічний інститут. У 1881 році місто отримало залізничну станцію на знову відкритій залізничній лінії Студенка-Штрамберк.
Після Мюнхенської угоди місто було віддано в склад Німецького Рейху і належало йому до 1945 року.

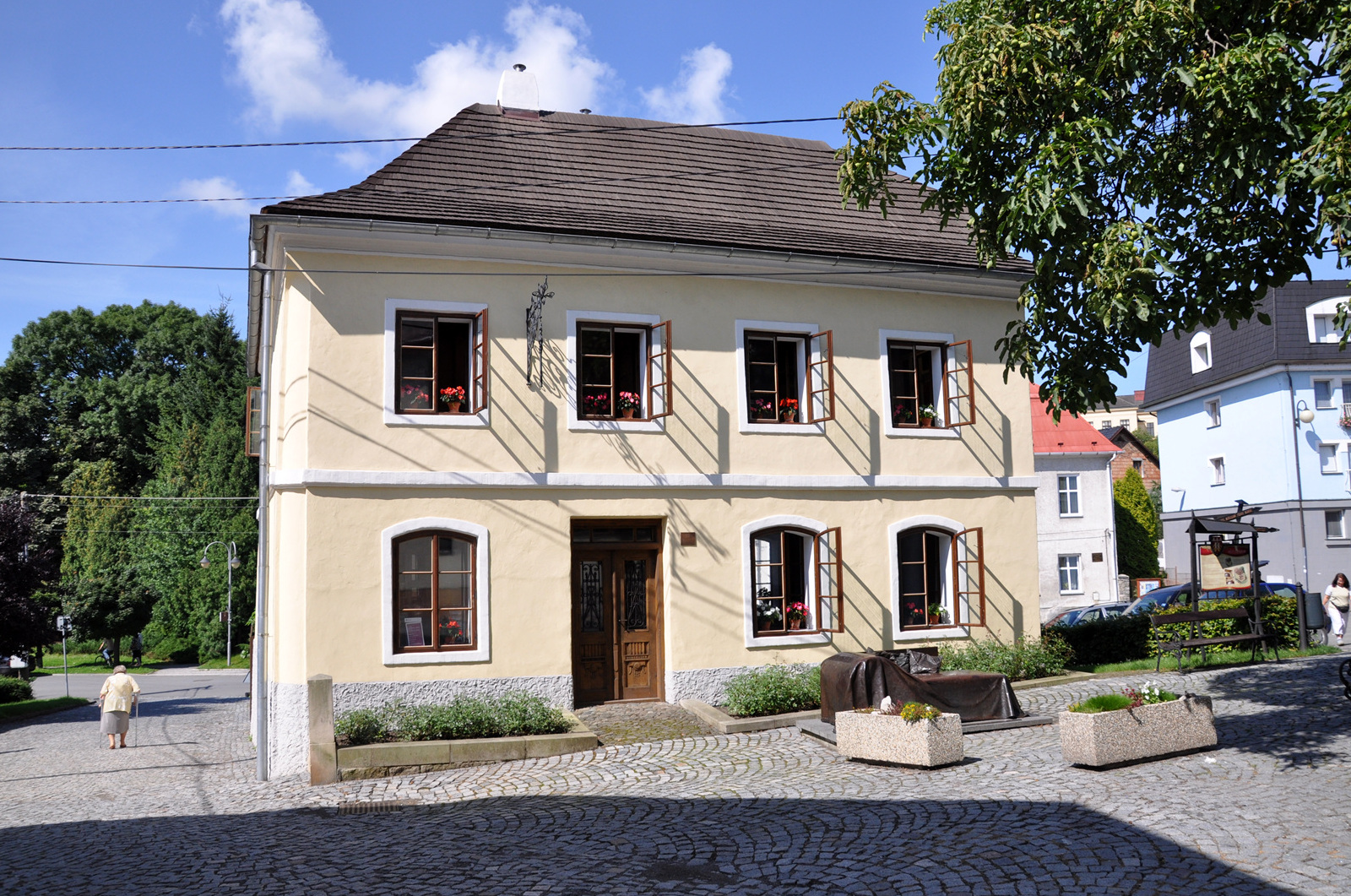
Будинок, у якому народився Зигмунд Фрейд

Будинок, де 1856 року народився Зигмунд Фрейд, з 2006 відкрито як музей.